# Gens Pinaria
La gens Pinaria fue una de las más antiguas familias patricias de la Antigua Roma. Localizaban sus orígenes en un tiempo muy anterior a la fundación de la ciudad. Los Pinarii son mencionados en el periodo regio, y el primero de la gens que obtuvo la dignidad del consulado fue Publio Pinario Mamercino Rufo en 489 a. C.

## Origen de la gens
Había varias tradiciones unidas a los Pinarii. Puede rastrearse su origen a una fecha anterior a la fundación de la ciudad.
La primera sostiene que una generación antes de la guerra de Troya, Hércules vino a Italia, donde fue recibido por las familias de los Potitii y los Pinarii. El héroe, a cambio, les enseñó la manera en que iba a ser venerado, pero como los Pinario no estaban en el lugar cuando el banquete de sacrificio estaba listo, y no habían llegado cuando las entrañas de la víctima se comen, Hércules, en su ira, determinó que los Pinario deberían, en el futuro, ser excluidos de la participación de las entrañas de las víctimas, y que, en todos los asuntos relacionados con su culto deberían ser inferiores a los Potito. Durante siglos, estas familias suministraron los sacerdotes para el culto de Hércules, hasta que los Potitii fueron eliminados por una peste al final del siglo IV a. C.
La extinción de los Potitii era frecuentemente atribuida a las acciones de Apio Claudio el Censor, quien en su censura de 312 a. C., instruyó a las familias para instruir esclavos públicos en el desempeño de sus ritos sagrados, cuyo compró a los Potito. Presuntamente, los Potitii fueron castigados por impiedad al hacer esto, mientras los Pinarii rechazaron renunciar a su cargo, que mantuvieron hasta el periodo más tardío.
Otra tradición afirma que hasta su extinción, los Potitii fueron siempre superiores a los Pinarii en el desempeño de su sacro gentilicum, porque en el banquete sacrificial dado por Hércules, los Pinarii no llegaron hasta después de que las entrañas ya se habían comido. Enfadado, Hércules declaró que los Pinarii tendrían que ser excluidos del reparto de las entrañas del sacrificio, y que en todos los asuntos relacionados con la adoración tendrían que ser inferiores a sus hermanos.
En la República más tardía, a veces se afirmó que los Pinarii eran descendientes de Pinus, un hijo de Numa Pompilio, el segundo rey de Roma. Muchas otras familias hicieron reclamaciones similares; los Aemilii habían reclamado ser descendientes de Mamercus, el hijo de Numa, mientras en tiempo posterior, los Pomponii y los Calpurnii reclamaron descender de otros hijos llamados Pompo y Calpus. Mamercus Y Pompo eran praenomina de origen sabino, como el mismo Numa, aunque Calpus y Pinus no están por otra parte atestiguados. Los Marcii también reclamaban descender del nieto de Numa, Anco Marcio, el cuarto rey romano.

## Praenomina utiliza por la gens
Los Pinarii de la República temprana utilizaron los praenomina Publius y Lucius. Se cree también que utilizaron Mamercus, a pesar de que no se ha encontrado ningún ejemplo de este nombre como praenomen de los Pinarii en los escritores antiguos; aun así, el uso de Mamercus o Mamercinus como cognomen por la familia más vieja de la gens parece para probar que el praenomen fue alguna vez utilizado por la gens. En tiempo más tardío, algunos del Pinarii llevaron los nombres Marcus y Titus.

## Ramas y cognomina del gens
La única familia de los Pinarii mencionada en los primeros días de la República llevaban el cognomen Mamercinus. Más tarde aparecen los apellidos de Natta, Posca, Rusca, y Scarpus, pero ningún miembro de estas familias obtuvo el consulado. Natta Y Scarpus son los únicos cognomina que aparecen en las monedas.
La familia de los Pinarii Mamercini, todos los cuales llevaban el agnomen Rufus, significando "rojo", derivó su apellido del praenomen Mamercus, el cual tienen que haber sido llevado por un antepasado de la gens. En autores griegos, se encuentra a veces como Mamertinus, aparentemente por analogía con los Mamertinos, un grupo de mercenarios italianos.
Natta O Nacca, refiriéndose a "uno más lleno", era el apellido de una familia antigua y noble de los Pinarii, que floreció en el siglo IV a. C., en tiempo imperial. Cicerón menciona a la familia, y una antigua estatua de bronce de uno de sus miembros, que fue golpeada por un rayo en 65 a. C.